# Arameo antiguo
El arameo antiguo es la etapa más temprana del idioma arameo, que daría paso al arameo medio hacia el siglo III, la fecha convencional es el ascenso del imperio sasánida en 224 d. C. 
Surgido como idioma de las ciudades-estado de los arameos en el Levante mediterráneo en la Edad del Hierro temprana, el arameo antiguo fue adoptado como lengua franca, y en este papel fue heredado para el uso oficial por el Imperio aqueménida durante la antigüedad clásica. Tras la caída aqueménida, las variantes vulgares locales se hicieron cada vez más prominentes, avivando la divergencia del continuum arameo y el desarrollo de diferentes estándares escritos. 

## Arameo arcaico
"Arameo arcaico" se refiere al primer período conocido de la lengua, desde su origen hasta que se convierte en la lingua franca de la Media Luna Fértil. Era el idioma de las ciudades-estado arameas de Damasco, Hamat y Arpad. Algunos eruditos han interpretado las inscripciones reales distintivas en Sam'al (ahora llamado Zincirli Höyük) como una variante distintiva del antiguo arameo, y otros como una lengua samaliana independiente pero estrechamente relacionada. 

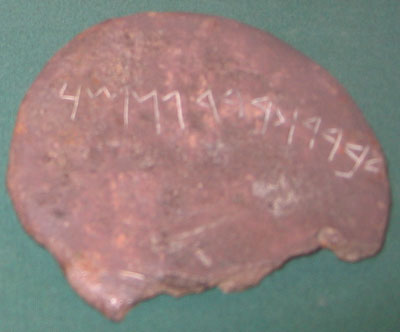
Lingote de plata de Bar-Rakib, hijo de Panammuwa II, Rey de Sam'al).

Hay inscripciones que evidencian el uso más temprano de la lengua, que data del siglo X a. C. Las inscripciones son en su mayoría documentos diplomáticos entre ciudades-estado arameas. El alfabeto arameo parece estar basado en el alfabeto fenicio, y hay una unidad en el lenguaje escrito. Parece que con el tiempo, un alfabeto más refinado, adecuado a las necesidades del idioma, comenzó a desarrollarse a partir de esto en las regiones orientales de Aram. El dominio del Imperio neoasirio bajo el mando de Tiglat-Pileser III sobre Aram-Damasco a mediados del siglo VIII condujo al establecimiento del arameo como una lingua franca  del imperio, en lugar de ser eclipsado por el acadio. 
A partir del 700 a. C., el lenguaje comenzó a extenderse en todas las direcciones, pero perdió gran parte de su homogeneidad . Diferentes dialectos surgieron en Asiria, Babilonia, el Levante y Egipto . Sin embargo, el arameo de Asiria, influenciado por los acadios, y luego Babilonia, comenzaron a destacar. Alrededor del año 600 a. C., Adón, un rey cananeo, usó el arameo para escribir al faraón egipcio. 
Una antigua inscripción aramea encontrada en Europa, pero originalmente de Egipto, es la estela Carpentras, publicada por Rigord en 1704.  

## Arameo imperial
El término "arameo imperial", originalmente en alemán "Reichsaramäische", fue acuñado por Josef Markwart en 1927.
En 1955, Richard Frye cuestionó la clasificación del arameo imperial como un "idioma oficial" porque ningún edicto sobreviviente otorgaba ese estatus expresamente y sin ambigüedades a ningún idioma en particular. Frye reclasifica el arameo imperial como la lengua franca de los territorios aqueménidas, sugiriendo que el uso del arameo en la era aqueménida fue más generalizado de lo que generalmente se pensaba. 

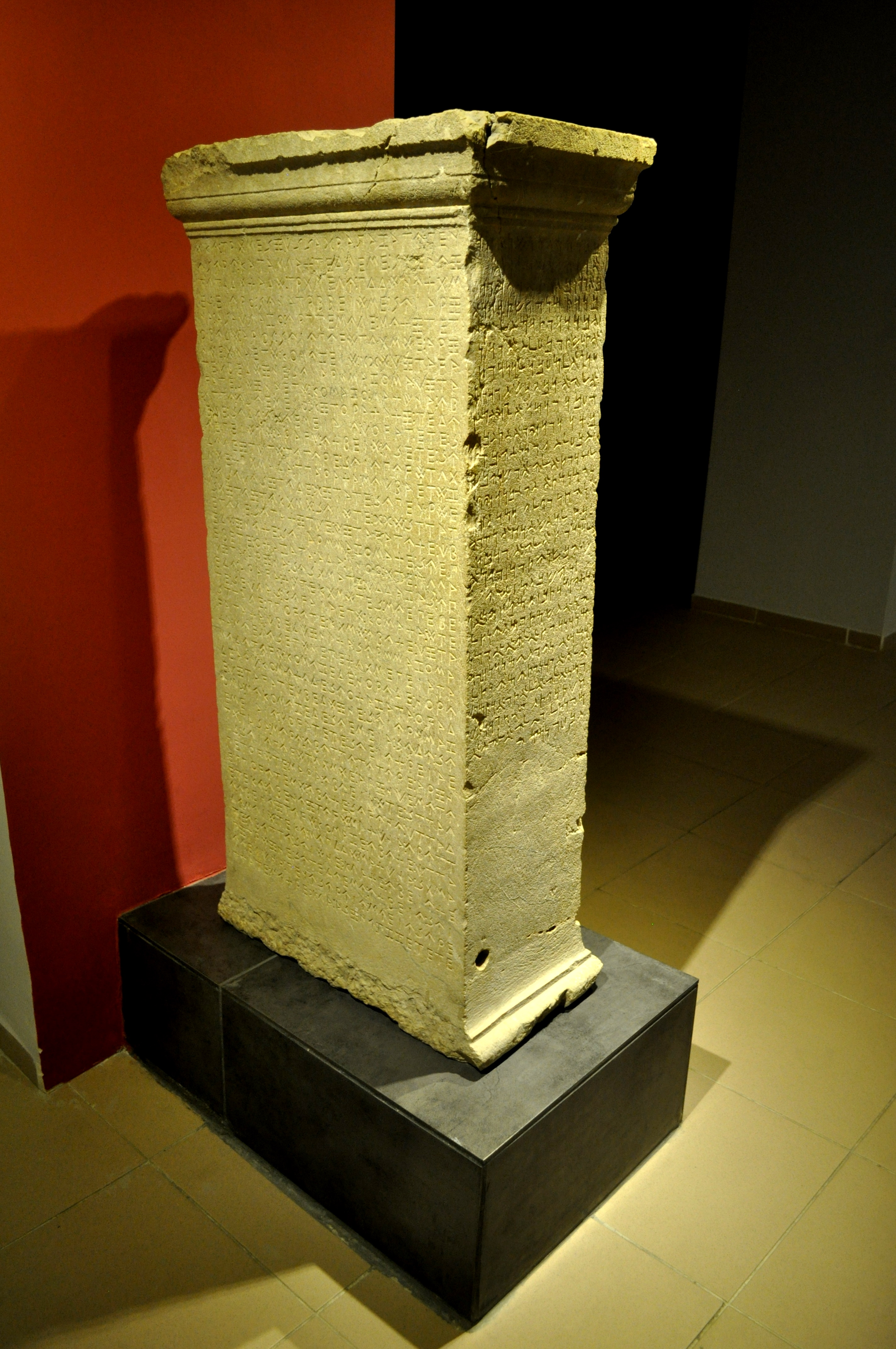
La estela trilingüe de Letoon, s. IV a. C., utiliza griego, licio y arameo.

El arameo imperial estaba altamente estandarizado; su ortografía se basó más en raíces históricas que en cualquier dialecto hablado, y la  inevitable influencia del persa antiguo le dio al idioma una nueva claridad y flexibilidad. Durante siglos después de la caída del Imperio aqueménida (331 a. C.), el arameo imperial o un dialecto similar seguiría siendo una influencia en las diversas lenguas nativas iraníes. El alfabeto arameo y, como ideogramas, el vocabulario arameo sobrevivirían como características esenciales de las escrituras pahlavi .
Una de las colecciones más grandes de textos arameos imperiales es la de las tablillas de la fortificación de Persépolis, alrededor de quinientas. Muchos de los documentos existentes que dan testimonio de esta forma de arameo provienen de Egipto, Elefantina en particular (ver: Papiros de Elefantina). De ellos, el más conocido es la Sabiduría de Ahiqar, un libro de aforismos instructivos bastante similar en estilo al libro bíblico de Proverbios . Además, el consenso actual considera la porción aramea del libro bíblico de Daniel (es decir, 2: 4b-7: 28) como un ejemplo de arameo imperial oficial.
El arameo aqueménida es tan uniforme que a menudo es difícil ubicar dónde se escribió algún ejemplo particular de la lengua. Solo un examen cuidadoso revela ocasionales préstamos léxicos de un idioma local. 
Se descubrió un grupo de treinta documentos arameos de Bactria, y se publicó un análisis en noviembre de 2006. Los textos, escritos en cuero, reflejan el uso del arameo en la administración aqueménida del siglo IV a. C. de Bactria y Sogdia.
El antiguo arameo y el hebreo bíblico son ambos parte del grupo de lenguas semíticas del noroeste, y durante la antigüedad, todavía puede haber una inteligibilidad mutua sustancial. En Pesahim, Tratado 87b, Hanina bar Hama dice que Dios envió a los judíos exiliados a Babilonia porque "el idioma [babilónico] es similar al Leshon Hakodesh (hebreo)".

## Arameo bíblico
El arameo bíblico es el término para los pasajes arameos intercalados en la Biblia en hebreo. Estos pasajes representan una pequeña fracción del texto completo (del orden del 1%), y la mayor parte se debe a las partes arameas del Libro de Daniel : 
- Génesis 31:47 - traducción de topónimo hebreo.
- Esdras 4: 8–6: 18 y 7: 12–26   - documentos del período aqueménida (siglo V a. C.) sobre la restauración del templo en Jerusalén.
- Jeremías 10:11   - una sola oración en medio de un texto hebreo que denuncia la idolatría.
- Daniel 2: 4b – 7: 28   - Cinco cuentos subversivos y una visión apocalíptica.

El arameo bíblico es un dialecto algo más bien híbrido. Se teoriza que parte del material arameo bíblico se originó tanto en Babilonia como en Judea antes de la caída de la dinastía aqueménida. 

## Arameo posaqueménida

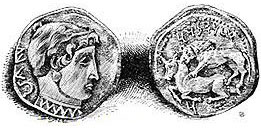
Moneda de Alejandro Magno con una inscripción en idioma arameo

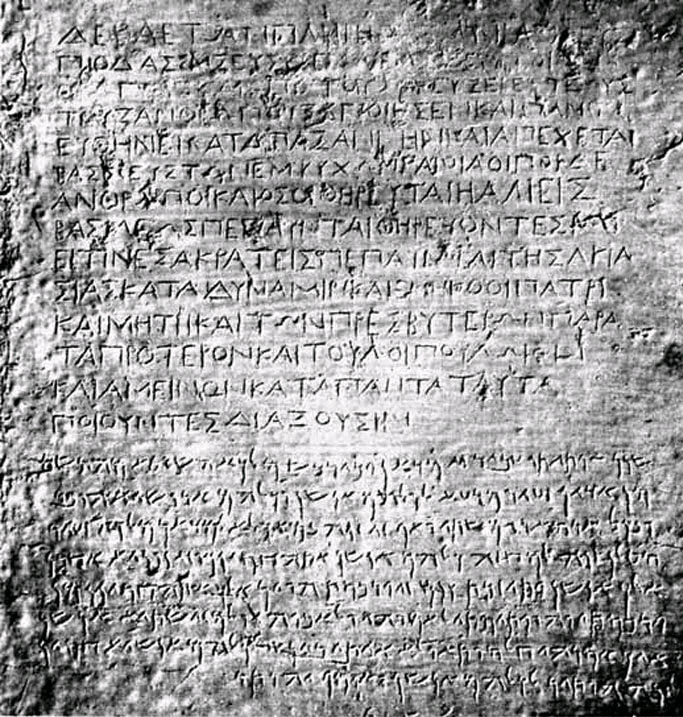
Inscripción bilingüe (griego y arameo) por Ashoka, en Kandahar, Afganistán

La conquista de Alejandro Magno no destruyó la unidad del lenguaje y la literatura aramea inmediatamente. El arameo que tiene un parecido relativamente cercano al del siglo V a. C. se puede encontrar hasta principios del siglo II a. C. Los seléucidas impusieron el griego Koine en la administración de Siria y Mesopotamia desde el comienzo de su gobierno. En el siglo III a. C., el griego koiné superó al arameo como lengua común en Egipto y Siria. Sin embargo, un arameo post-aqueménida continuó floreciendo desde Judea, Asiria, Mesopotamia, a través del desierto de Siria y en el norte de Arabia y Partia . 
En la categoría de posaqueménida se encuentra el arameo hasmoneo, el idioma oficial de la dinastía asmonea de Judea (142–37 a. C.). Influyó en el arameo de los textos de Qumran, y fue el idioma principal de los textos teológicos no bíblicos de esa comunidad. Los principales tárgum, traducciones de la Biblia hebrea al arameo, fueron originalmente compuestos en hasmoneo. El hasmoneo también aparece en citas en la Mishna y Tosefta, aunque se redujo en un contexto posterior. Está escrito de manera muy diferente al arameo aqueménida con un énfasis en la escritura de las palabras tal como se pronuncian en lugar de usar formas etimológicas. 
El targúmico babilonio es el dialecto post-aqueménida posterior encontrado en el Targum de Onqelos y el de Jonathan, los tárgums "oficiales". Los targums hasmoneos originales habían llegado a Babilonia en algún momento del siglo II o III. Luego fueron reelaborados de acuerdo con el dialecto contemporáneo de Babilonia para crear el lenguaje de los targums estándar. Esta combinación formó la base de la literatura judía babilónica durante siglos. 
El targúmico galileo es similar al babiloneo. Es la mezcla de la literatura literaria hasmonea con el dialecto de Galilea. Los targums hasmoneos llegaron a Galilea en el siglo II, y fueron reelaborados en este dialecto galileo para uso local. El Targum de Galilea no fue considerado un trabajo autorizado por otras comunidades, y la evidencia documental muestra que su texto fue enmendado. Desde el siglo XI en adelante, una vez que el Targum de Babilonia se volvió normativo, la versión galilea se vio fuertemente influenciada por él. 
El arameo documental babilónico es un dialecto en uso desde el siglo III en adelante. Es el dialecto de los documentos privados de Babilonia, y, desde el siglo XII, todos los documentos privados judíos están en arameo. Se basa en hasmoneo con muy pocos cambios. Esto se debió quizás a que muchos de los documentos en este dialecto son documentos legales, el lenguaje en ellos tenía que ser comprensible en toda la comunidad judía desde el principio, y el hasmoneo era el estándar antiguo. 
El idioma nabateo era la variedad aramea occidental utilizada por los nabateos del Negev, incluido el reino de Petra. El reino ( c. 200 a . C. – 106 d. C.) cubrió la orilla este del río Jordán, la península del Sinaí y el norte de Arabia. Quizás debido a la importancia del comercio de caravanas, los nabateos comenzaron a usar el arameo en vez del árabe antiguo septentrional. El dialecto se basa en el aqueménida con una pequeña influencia del árabe: "l" a menudo se convierte en "n", y hay algunos préstamo del árabe. Algunas inscripciones arameas nabateas existen desde los primeros días del reino, pero la mayoría son de los primeros cuatro siglos después de Jesucristo. El idioma está escrito en una letra cursiva que es el precursor del alfabeto árabe moderno. El número de palabras prestadas en árabe aumenta a través de los siglos, hasta que, en el siglo IV, Nabateo se fusiona perfectamente con el árabe. 
El arameo palmireno es el dialecto que se usó en la ciudad estado de Palmira, en el desierto sirio desde el 44 a. C. hasta el 274 d. C. Fue escrito con un alfabeto redondeado, que luego dio paso a la cursiva estrangela. Al igual que el nabateo, el palmireno fue influenciado por el árabe, pero en un grado mucho menor. 
El uso del arameo escrito en la burocracia aqueménida también precipitó la adopción de guiones derivados del arameo para traducir una serie de idiomas iraníes medios . Además, muchas palabras comunes, incluso pronombres, partículas, números y auxiliares, continuaron siendo escritas como "palabras" arameas, incluso cuando se escriben idiomas iraníes medios. Con el tiempo, en el uso iraní, estas "palabras" arameas se disociaron del idioma arameo y llegaron a entenderse como signos (es decir, logogramas ), al igual que el signo "&"  se lee como "and" en inglés o "y" en español pero el latín original "et" ya no es obvio. Bajo el Imperio Parto de principios del siglo III a. C., cuyo gobierno usó el griego koiné pero cuya lengua materna era el parto, tanto el idioma parto como el sistema de escritura derivado del arameo utilizado para el parto ganaron prestigio. Esto a su vez influyó en la adopción del nombre pahlavi (< parthawi, "de los partos") por su uso de la escritura aramea con logogramas. El Imperio Sasánida, que sucedió a los Arsácidos partos a mediados del siglo III d. C., posteriormente heredó / adoptó el sistema de escritura derivado del arameo mediado por los partos para su propio etnolecto iraní medio también. Ese dialecto iraní medio particular, el persa medio, es decir, el idioma de Persia propiamente dicho, se convirtió posteriormente en un idioma de prestigio. Después de la conquista musulmana de Persia por los árabes en el siglo VII, el sistema de escritura derivado del arameo fue reemplazado por la escritura árabe en todos los usos, excepto en el uso zoroastriano, que continuó usando el nombre pahlavi para el sistema de escritura derivado del arameo y continuó en la creación de la mayor parte de toda la literatura iraní media en este sistema de escritura.

## Tardo antiguo arameo oriental

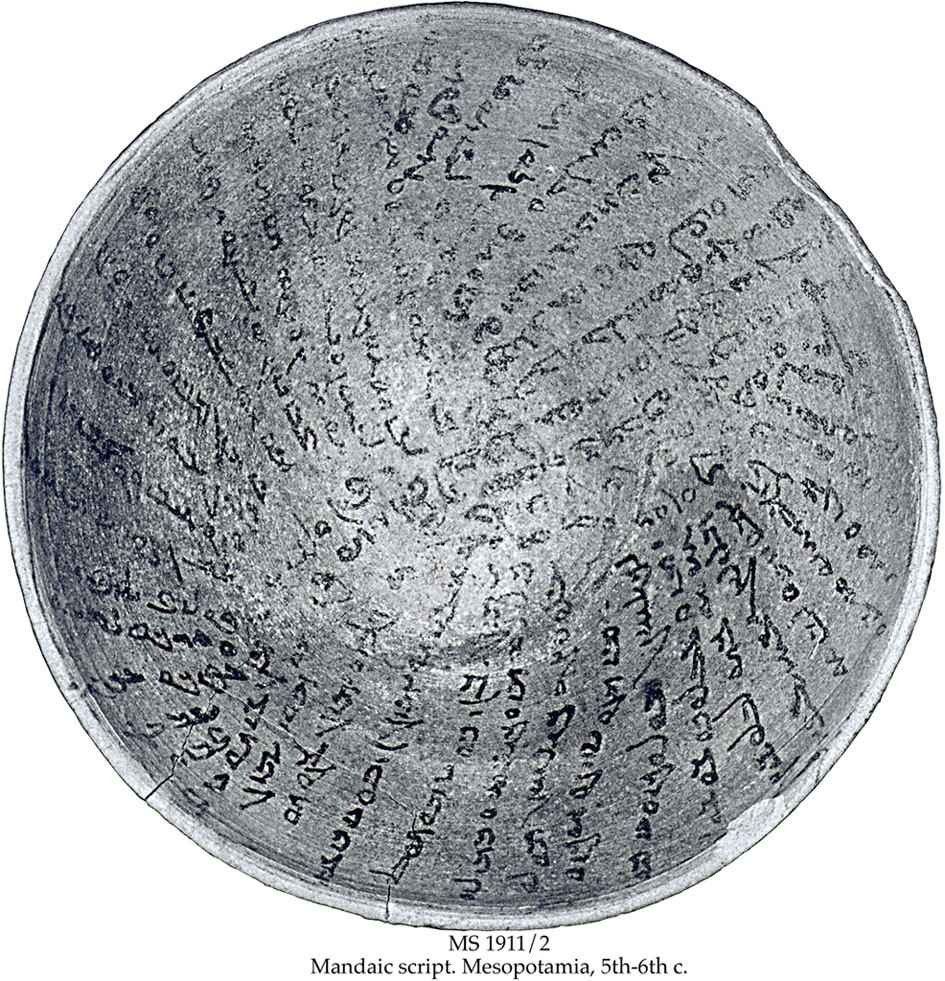
"Trampa demoníaca" mágica mandaica

Los dialectos mencionados en la  sección anterior eran todos descendientes del arameo imperial aqueménida. Sin embargo, los diversos dialectos regionales del arameo antiguo tardío continuaron junto a ellos, a menudo como idiomas simples y hablados. La evidencia temprana de estos dialectos hablados se conoce solo a través de su influencia en palabras y nombres en un dialecto más estándar. Sin embargo, los dialectos regionales se convirtieron en idiomas escritos en el siglo II a. C. y reflejan una corriente de arameo que no depende del arameo imperial. Muestran una clara división entre las regiones de Mesopotamia, Babilonia y el este, y Judá, Siria y el oeste. 
En el este, los dialectos palmireno y arameo arsácido se fusionaron con los idiomas regionales para crear idiomas que eran mitad "imperial" y mirad arameo regional. La forma escrita del mandeo, el idioma de la religión mandeísta, descendía de la escritura de cancillería arsácida.
En el reino de Osroena, centrado en Edesa y fundado en 132 a. C., el dialecto regional se convirtió en el idioma oficial: el antiguo siríaco . En los tramos superiores del Tigris, floreció el arameo mesopotámico oriental, con evidencia del  arameo de Hatra, el de Assur y Tur Abdin. Tatian, el autor de la armonía evangélica conocida como Diatessaron, provenía del Imperio seléucida y quizás escribió su obra (172 CE) en arameo mesopotámico oriental en lugar de en siríaco o griego. En Babilonia, el dialecto regional fue utilizado por la comunidad judía, denominado arameo judío babilónico (hacia el 70 CE). El lenguaje cotidiano estuvo cada vez  bajo más influencia del arameo bíblico y el targumico babilónico.

## Tardo antiguo arameo occidental
Los dialectos regionales occidentales del arameo siguieron un curso similar a los del este. Son bastante distintos de los dialectos orientales y del arameo imperial. El arameo llegó a coexistir con los dialectos cananeos, y finalmente desplazaron por completo al fenicio y al hebreo que se convirtieron en lenguas muertas a comienzos del siglo IV d. C.
El griego del Nuevo Testamento a menudo conserva semitismos no griegos, incluidas las transliteraciones de palabras semíticas : 
- Algunas son arameos como talitha (ταλιθα) que puede representar el sustantivo ṭalyĕṯā (Marcos 5:41).
- Otros pueden ser hebreo o arameo como Rabbounei (Ραββουνει), que significa "mi maestro / gran / maestro" en ambos idiomas (Juan 20:16).